# Paul de Sémant
Paul de Sémant, de son vrai nom Paul Cousturier, né le 18 novembre 1855 à Neuvy-le-Roi et mort le 25 juillet 1908 à Limours, est un auteur et un illustrateur de livres pour enfants et pour la presse humoristique.

## Biographie
Paul Alfred Émile Henri Cousturier naît en 1855 à Neuvy-le-Roi. Déclaré par erreur à sa naissance sous le nom de « Couturier », il voit son véritable patronyme rétabli par un jugement de 1871.
Après avoir quitté l'armée, il vit d'expédients.
Pendant la crise boulangiste, il est l'un des principaux animateurs des comités socialistes-boulangistes du 13e arrondissement de Paris. En 1889-1890, il dessine et dirige La Bombe, un hebdomadaire satirique boulangiste financé par le Comité républicain national.
Lors des élections municipales de 1890, le député Paulin-Méry choisit Cousturier pour être le candidat des boulangistes dans le quartier de la Maison-Blanche face au conseiller sortant, le radical Ernest Rousselle. L'avocat Nicolas Hornbostel, initialement pressenti avant d'être écarté pour avoir refusé de payer 5 000 francs, soutient alors la candidature dissidente de Fénoul, qui mène campagne avec violence contre Cousturier, qu'il accuse d'avoir tenu une maison close à Anvers et d'avoir commis des escroqueries. Avec 2 075 voix contre 2 576 au premier tour, Cousturier parvient à mettre Rousselle en ballotage, mais il est battu au second tour (avec 2 253 suffrages, contre 2 939 au sortant).
Sous le pseudonyme de Paul de Sémant, il a illustré des livres du capitaine Danrit et de Théodore Cahu. Il a également exécuté l'accompagnement graphique du titre de la revue hebdomadaire illustrée La Vie en culotte rouge et a collaboré à la revue Le Monde moderne.
Il meurt à Limours en 1908, à l'âge de 52 ans.

## Œuvres
Sous le nom de Paul de Sémant
- Texte 
  - Deux enfants sous la Révolution (1780-1797), illustrations de Clérice, Paris, Flammarion
- Texte et illustrations
  - Merveilleuses aventures de Dache, perruquier des zouaves[8], Paris Ernest Flammarion
  - Le Lac d'or du docteur Sarbacane[9], Paris, Ernest Flammarion
  - Le Fulgur, Paris, Ernest Flammarion, 1910
  - Le Dernier Raid de Nelly Sanderson, Paris, Ernest Flammarion
  - Gaëtan Faradel champion du tour du monde[10], Paris Ernest Flammarion
  - Gaétan Faradel explorateur malgré lui[11]
  - Bébé sera soldat, Emile Guérin éditeur
- Illustrations
  - Théodore Cahu, Du Guesclin, Jeanne d'Arc, Bayard, Le conscrit de 1870
  - Capitaine Danrit, Histoire d'une famille de soldats — 3 volumes : Jean Tapin ; Filleul de Napoléon ; Petit Marsouin
  - Capitaine Danrit, La Guerre de demain, 1888-1896
  - Lt. Burkard, Le Quatrième Zouaves et les zouaves de la Garde, Flammarion, vers 1890
  - Edgar Monteil, Mémoires de jeunesse de Benjamin Canasson, notaire, Jouvet et Cie Editeurs, 1897
  - Caricatures pour le journal La Bombe, 1889-1890